# توج T10X
سيارة Togg C-SUV  هي الأولى من خمس سيارات كهربائية من المقرر أن تنتجها شركة توج التركية. من أكتوبر 2022.

## تاريخ
أنتجت صناعة السيارات في تركيا سابقًا سيارات محليًا، مثل ماركة Anadol .
تأسست شركة توج (مجموعة شركات السيارات التركية المشتركة) كمشروع مشترك في عام 2018.
تم تصميم السيارة من قبل شركة بينينفارينا الإيطالية، بمساهمة من المصمم التركي مراد غوناك، بناءً على متطلبات توج، بما في ذلك رسم الخزامى. هناك متغير «غربي» و «شرقي».

### البرنامج العام
ستتم مشاركة المنصة عبر جميع السيارات الخمس ،  سيارة دفع رباعي مدمجة وسيارة سيدان مدمجة وهاتشباك مدمجة وسيارة رياضية متعددة الاستخدامات من الفئة B وسيارة MPV مدمجة.

### المحركات
هناك خيارات (RWD) ومحرك مزدوج (AWD).

### الاستقلالية والاتصالات
وفقًا لـ Zorlu ، سيتم توصيل السيارات باستمرار بالإنترنت بواسطة تقنية 5G.

### الأمان
تتوافق السيارة مع معايير نظام تصنيف الخمس نجوم لبرنامج تقييم السيارات الجديدة الأوروبي المطبق بحلول عام 2022.  السيارات المباعة في السوق المحلية ستكون سرعتها محدودة بـ 180 كم / ساعة.  

### التسعير والمنافسة
ستكون الأسعار مماثلة للسيارات الكهربائية المنافسة من الفئة C.  قبل توج، كانت رينو زوي وBMW i3 من أكثر المكونات الإضافية مبيعًا.

## الإنتاج
يجري بناء مصنع في جمليك  بسعة سنوية نهائية تبلغ 175000 وحدة، من المقرر أن تبدأ مركبات الإنتاج الضخم في الربع الأخير من عام 2022 ، بهدف مليون سيارة بحلول عام 2030.  في 18 يوليو 2020 تم تمهيد أرضية المصنع 100 ها (250 أكر) ، ومن المقرر أن يستغرق البناء 18 شهرًا. عند اكتماله سيتم توظيف أكثر من 4300 قوة عاملة مباشرة في المصنع، وسيكون حوالي ثلاثة أرباع التوريد من داخل الدولة. 

### البطاريات
سيتم إنتاج خلايا البطارية الكهركيميائية في مشروع مشترك مع شركة Farasis Energy الصينية، وسيتم تصنيع وحدات البطاريات وحزمها في تركيا. يقول فاراسيس إن الخلايا ستستمر لمسافة مليون كيلومتر ويمكن شحنها من 10٪ إلى 80٪ في أقل من 20 دقيقة. ويقول تقرير آخر إن الخلايا ستأتي من ألمانيا. يقال إن النطاق يزيد عن 500 كم ، ومقبس الطاقة الكهربائية التركي القياسي (230 فولت) سيوفر شحنة كاملة طوال الليل. 

### المبيعات
ضمنت الحكومة أنها ستشتري 30 ألف سيارة بحلول عام 2035.  قد تبدأ الصادرات إلى ألمانيا بعد عام أو أكثر من إطلاق السيارة في تركيا. 

## اقتصاديات
22 مليار ليرة (3.21 دولار مليار) للاستثمار وقال الرئيس التنفيذي في عام 2020 أن الاقتصاد سيستفيد بنسبة 50 مليار يورو على مدى 15 عامًا من خلال الزيادة المباشرة وغير المباشرة في التوظيف. 

## البيئة
من المأمول أن تعود بالفائدة على البيئة من خلال الحد من تلوث الهواء في تركيا وانبعاثات غازات الاحتباس الحراري من تركيا.